# Рассоха (приток Косковской Курденьги)
Рассоха — река в России, протекает в Кичменгско-Городецком районе Вологодской области. Устье реки находится в 1 км по правому берегу реки Косковская Курденьга. Длина реки составляет 13 км.
Исток реки находится на Северных Увалах в 18 км к юго-востоку от села Кичменгский Городок. Генеральное направление течения — северо-запад, русло сильно извилистое. Всё течение проходит по ненаселённому лесу. Притоки — Токовая (правый), Мутница (левый). Ширина реки в нижнем течении около 6 метров. Впадает в Косковскую Курденьгу на пойме реки Юг, неподалёку от деревни Нижнее Ворово километром выше впадения самой Косковкой Курденьги в Юг.

## Данные водного реестра
По данным государственного водного реестра России и геоинформационной системы водохозяйственного районирования территории РФ, подготовленной Федеральным агентством водных ресурсов:
- Бассейновый округ — Двинско-Печорский;
- Речной бассейн — Северная Двина;
- Речной подбассейн — Малая Северная Двина;
- Водохозяйственный участок — Юг;
- Код водного объекта — 03020100212103000010972.